# وسام رمفورد
تقدم بنيامين طومسون (كونت رمفورد) سنة 1796 بهبة قيمتها 5000 دولار لكل من الجمعية الملكية اللندنية والأكاديمية الأمريكية للعلوم والفنون. خصص هذا المبلغ لتأسيس مكافأة علمية تقدم كل سنتين لمن قام بأبحاث أو اكتشافات هام في مجالي الطاقة أو البصريات.و منذ ذلك الحين والجمعية الملكية تقدم وسام رمفورد والأكاديمية الأمريكية للعلوم والفنون تقدم جائزة رمفورد.
تجدر الإشارة إلى أن وسام رمفورد لا تقدم إلا للعلماء العاملين في أوروبا.

## 1800 - 1848
- 1800 : بنيامين طومسون
- 1802 : محجوبة
- 1804 : جون لسلي
- 1806 : محجوبة
- 1808 : ويليام مردوخ
- 1810 : إتيان لويس مالس
- 1812 : محجوبة
- 1814 : وليام تشارلز ولز
- 1816 : همفري دافي
- 1818 : ديفيد بروستر
- 1820 : محجوبة
- 1822 : محجوبة
- 1824 : أوغستان-جان فرينل
- 1826 : محجوبة
- 1828 : محجوبة
- 1830 : محجوبة
- 1832 : جون فريدريك دانيل
- 1834 : ماتشيدونيو ميلوني
- 1836 : محجوبة
- 1838 : جيمس ديفيد فوربس
- 1840 : جان بابتيست بيو
- 1842 : وليم فوكس تالبوت
- 1846 : مايكل فاراداي
- 1848 : هنري فكتور رينو

## 1850 - 1898
- 1850 : فرانسوا أرغو
- 1852 : جورج غابرييل ستوكس
- 1854 : نيل أرنت
- 1856 : لويس باستور
- 1858 : جول جمين
- 1860 : جيمس ماكسويل
- 1862 : غوستاف روبرت كيرشوف
- 1864 : جون تندل
- 1866 : أرمان إيبوليت فيزو
- 1868 : بلفور ستيوارت
- 1870 : ألفريد دي كلوازو
- 1872 : أندرز أنغستروم
- 1874 : جوزف لوكيير
- 1876 : بيير جانسن
- 1878 : ألفرد كمو
- 1880 : ويليام هغنس
- 1882 : ويليام أبناي
- 1884 : توبياس تالن
- 1886 : سأمويل لنغلي
- 1888 : بيرتو تاتشيني
- 1890 : هنريتش هرتس
- 1892 : نلس دونر
- 1894 : جيمس ديور
- 1896 : فيليب أنتون لينارد وفيلهلم كونراد رونتجن
- 1898 : أولفر لودج

## 1900 - 1948
- 1900 : هنري بيكريل
- 1902 : تشارلز بارسونز
- 1904 : إرنست رذرفورد
- 1906 : هيو لونغبورن كالندر
- 1908 : هندريك لورنتس
- 1910 : هاينريش روبنز
- 1912 : هايكه كمرلنغ أونز
- 1914 : جون وليم ريلي
- 1916 : ويليام براغ
- 1918 : شارل فابري وألفرد بيرو
- 1920 : جون وليم ريلي
- 1922 : بيتر زيمن
- 1924 : تشارلز فيرنون بويز
- 1926 : آرثر شوستر
- 1928 : فريدريش باشن
- 1930 : بيتر ديباي
- 1932 : فرتس هابر
- 1934 : فاندر يوهانس دي هاس
- 1936 : إرنست جون كوكر
- 1938 : روبرت وليامز وود
- 1940 : كارل سيغبان
- 1942 : غوردون دوبسون
- 1944 : هاري ريكاردو
- 1946 : ألفرد إغرتون
- 1948 : فرانز سيمون

## 1950 - 1998
- 1950 : فرانك ويتل
- 1952 : فريتس زيرنيكه
- 1954 : سيسيل بيرتش
- 1956 : فرانك باودن
- 1958 : توماس مرتون
- 1960 : ألفرد غوردون غيدون
- 1962 : دودلي نيويت
- 1964 : هندريك فان دي هولست
- 1966 : وليام بيني
- 1968 : دنيس غابور
- 1970 : كريستوفر هنتون
- 1972 : باسيل جون ميسون
- 1974 : ألان كوترل
- 1976 : إيليا بريغوجين
- 1978 : جورج بورتر
- 1980 : ويليام فينن
- 1982 : تشارلز غوري وين
- 1984 : هارولد هوبكنس
- 1986 : دنيس روك
- 1988 : فيلكس واينبرغ
- 1990 : والتر سبير
- 1992 : هارولد تمبرلي
- 1994 : أندرو كيلر
- 1996 : غرنفيل تيرنر
- 1998 : ريتشارد فريند

## 2000 -
- 2000: ويلسن سيبت
- 2002: ديفيد كينغ
- 2004: رتشارد ديكسون
- 2006: جان بيير هانسن
- 2008: إدوارد هندس
- 2010: جلبرت لونزاريك
- 2012: روي تايلور
- 2014: جيريمي باومبيرغ